# Ali Essa Abdelghani
Ali Essa Abdelghani (* 6. Mai 1995) ist ein saudischer Leichtathlet, der sich auf den Speerwurf spezialisiert hat.

## Sportliche Laufbahn
Erste internationale Erfahrungen sammelte Ali Essa Abdelghani im Jahr 2014, als er bei den Arabischen Juniorenmeisterschaften in Kairo mit einer Weite von 66,19 m die Bronzemedaille gewann. Anschließend belegte er bei den Juniorenasienmeisterschaften in Taipeh 65,25 m den vierten Platz und gelangte dann bei den Asienspielen in Incheon mit 63,15 m auf Rang 15. 2017 wurde er bei den Islamic Solidarity Games in Baku mit 72,37 m Fünfter und erreichte anschließend bei den Asienmeisterschaften in Bhubaneswar mit 69,53 m Rang 13, ehe er bei den Arabischen Meisterschaften in Radès mit 71,44 m die Silbermedaille hinter dem Katari Mohamad Ibrahim Kaida. 2019 belegte er bei den Arabischen Meisterschaften in Kairo mit 72,95 m den vierten Platz und gelangte daraufhin bei den Militärweltspielen in Wuhan mit 66,03 m auf Rang 13. 2021 wurde er bei den Arabischen Meisterschaften in Radés mit 72,56 m Vierter und 2023 gewann er bei den Arabischen Meisterschaften in Marrakesch mit 69,09 m die Bronzemedaille hinter dem Ägypter Moustafa Mahmoud und Abdulrahman al-Azemi aus Kuwait, ehe er bei den Panarabischen Spielen in Algier mit 73,54 m die Silbermedaille hinter dem Ägypter Ihab Abdelrahman gewann. Im Oktober belegte er bei den Asienspielen in Hangzhou mit 73,45 m den siebten Platz. Im Jahr darauf siegte er mit 75,10 m bei den Westasienmeisterschaften in Basra und 2025 gewann er bei den Arabischen Meisterschaften in Oran mit 70,93 m die Goldmedaille. Kurz darauf verpasste er bei den Asienmeisterschaften in Gumi mit 62,50 m den Finaleinzug.
In den Jahren 2024 und 2025 wurde Abdelghani saudi-arabischer Meister im Speerwurf.